# Strada statale 451 di Monte Oliveto
La ex strada statale 451 di Monte Oliveto (SS 451), ora strada provinciale 451 di Monte Oliveto (SP 451), è una strada provinciale italiana, il cui percorso si snoda nella provincia di Siena.

## Percorso
La strada ha origine dalla strada statale 2 Via Cassia nel centro abitato di Buonconvento e percorre la Valle dell'Ombrone, allontanandosene in direzione est per raggiungere l'abbazia di Monte Oliveto Maggiore.
Il tracciato continua in direzione nord verso Asciano, dove si innesta sulla ex strada statale 438 Lauretana alle porte del centro abitato non lontano dal ponte sul fiume Ombrone.
In seguito al decreto legislativo n. 112 del 1998, dal 2001, la gestione è passata dall'ANAS alla Regione Toscana che ha provveduto al trasferimento dell'infrastruttura al demanio della Provincia di Siena.